# NWA Back For The Attack
Pour les articles homonymes, voir Sacrifice (homonymie).
NWA Back For The Attack est un événement de catch professionnel produit par la fédération National Wrestling Alliance. Le tout premier Back For The Attack aura lieu le 21 mars 2021 au GPB Studios à Atlanta en Géorgie.

## Contexte
Cet événement de catch professionnel présente différents matchs impliquant des catcheurs heel (méchant) et face (gentil), ils combattent sous un script écrit à l'avance.

## Tableau des matches
| Ordre par numéros                                                                         | Résultat                                                    | Stipulation(s)                                                         | Temps |
| ----------------------------------------------------------------------------------------- | ----------------------------------------------------------- | ---------------------------------------------------------------------- | ----- |
| 1                                                                                         | Crimson vs. Jax Dane vs. Jordan Clearwater vs. Slide Boogie | Fatal four-Way match                                                   |       |
| 2                                                                                         | Kamille vs. Thunder Rosa                                    | Match simple pour devenir challenger au NWA World Women's Championship |       |
| 3                                                                                         | Elijah Burke (c) vs. Thom Latimer                           | Match simple pour le NWA World Television Championship                 |       |
| 4                                                                                         | JR Kratos vs. Tyrus                                         | Match simple                                                           |       |
| 5                                                                                         | Trevor Murdoch (c) vs. Chris Adonis                         | Match simple pour le NWA National Heavyweight Championship             |       |
| 6                                                                                         | Nick Aldis (c) vs. Aron Stevens                             | Match simple pour le NWA World Heavyweight Championship                |       |
| La lettre C placée entre parenthèses désigne la personne ou l’équipe championne en titre. |                                                             |                                                                        |       |